# Baie de Galveston
La baie de Galveston (en anglais : Galveston Bay) correspond aux estuaires de la Trinity et du San Jacinto sur le littoral du Texas. Elle se compose de cinq sous-ensembles : Christmas Bay, West Bay, Lower Galveston Bay, Upper Galveston Bay, East Bay (en) et Trinity Bay (en). Elle se caractérise par la présence de bayous. Elle est traversée par le canal de Houston (Houston Ship Channel) qui relie le port de Houston au golfe du Mexique. Plusieurs villes se trouvent autour de la baie de Galveston : Houston (la plus peuplée), Galveston, Pasadena, Baytown, Texas City, Anahuac. 
La baie subit un accident entre deux navires en novembre 1979, le pétrolier Burmah Agate et le cargo Mimosa, suivi d'une marée noire.